# Dinonemertes grimaldii
Dinonemertes grimaldii är en djurart som tillhör fylumet slemmaskar, och som först beskrevs av Louis Joubin 1906.  Dinonemertes grimaldii ingår i släktet Dinonemertes och familjen Dinonemertidae. Inga underarter finns listade i Catalogue of Life.